# Umaglesi Liga 1998-1999
L'Umaglesi Liga 1998-1999 è stata la decima edizione della massima serie del campionato georgiano di calcio. La stagione è iniziata il 6 agosto 1998 e si è conclusa il 23 maggio 1999. La Dinamo Tbilisi ha vinto il campionato per la decima edizione consecutiva.

## Stagione

### Novità
Dalla Umaglesi Liga 1997-1998 sono stati retrocessi il Magaroeli Chiatura e il Margveti Zest'aponi, mentre dalla Pirveli Liga sono stati promossi lo Juba Samt'redia e l'Arsenali Tbilisi.

Inoltre il Met'alurgi Rustavi ha cambiato denominazione in Gorda Rustavi e il neopromosso Juba Samt'redia in Iberia Samt'redia.

### Formula
Le 16 squadre partecipanti si sono affrontate in un girone all'italiana con partite di andata e ritorno, per un totale di 30 giornate. La squadra prima classificata è stata dichiarata campione di Georgia ed ammessa al secondo turno preliminare della UEFA Champions League 1999-2000. La seconda classificata veniva ammessa al turno preliminare della Coppa UEFA 1999-2000 assieme alla squadra vincitrice della coppa nazionale. La terza classificata veniva ammessa alla Coppa Intertoto 1999. Le ultime due classificate venivano retrocesse in Pirveli Liga. Le squadre classificate al tredicesimo e quattordicesimo partecipavano agli spareggi promozione/retrocessione: la vincente della sfida diretta manteneva il posto in Umaglesi Liga, mentre la perdente affrontava la vincente dello spareggio tra le perdenti il primo turno, disputato tra squadre di Pirveli Liga, per un ultimo posto in massima serie.

## Squadre partecipanti
| Club                   | Città        | Stagione 1997-1998                                   |
| ---------------------- | ------------ | ---------------------------------------------------- |
| Arsenali Tbilisi       | Tbilisi      | 1º posto in Pirveli Liga                             |
| Dila Gori              | Gori         | 9º posto in Umaglesi Liga                            |
| Dinamo Batumi          | Batumi       | 2º posto in Umaglesi Liga                            |
| Dinamo Tbilisi         | Tbilisi      | Campione di Georgia                                  |
| Gorda Rustavi          | Rustavi      | 11º posto in Umaglesi Liga (come Met'alurgi Rustavi) |
| Guria Lanchkhuti       | Lanchkhuti   | 14º posto in Umaglesi Liga                           |
| Iberia Samt'redia      | Samtredia    | 2º posto in Pirveli Liga (come Juba Samt'redia)      |
| K'olkheti-1913 Poti    | Poti         | 3º posto in Umaglesi Liga                            |
| Lok’omot’ivi Tbilisi   | Tbilisi      | 6º posto in Umaglesi Liga                            |
| Merani-91 Tbilisi      | Tbilisi      | 7º posto in Umaglesi Liga                            |
| Odishi Zugdidi         | Zugdidi      | 5º posto in Umaglesi Liga                            |
| Samgurali Ts'q'alt'ubo | Ts'q'alt'ubo | 12º posto in Umaglesi Liga                           |
| Sioni Bolnisi          | Bolnisi      | 13º posto in Umaglesi Liga                           |
| STU Tbilisi            | Tbilisi      | 8º posto in Umaglesi Liga                            |
| T'orp'edo Kutaisi      | Kutaisi      | 4º posto in Umaglesi Liga                            |
| WIT Georgia            | Tbilisi      | 10º posto in Umaglesi Liga                           |

## Classifica finale
|  | Pos. | Squadra                | Pt | G  | V  | N  | P  | GF | GS | DR  |
|  | ---- | ---------------------- | -- | -- | -- | -- | -- | -- | -- | --- |
|  | 1.   | Dinamo Tbilisi         | 77 | 30 | 24 | 5  | 1  | 91 | 17 | +74 |
|  | 2.   | T'orp'edo Kutaisi      | 67 | 30 | 21 | 4  | 5  | 73 | 27 | +46 |
|  | 3.   | Lok’omot’ivi Tbilisi   | 64 | 30 | 18 | 10 | 2  | 43 | 14 | +29 |
|  | 4.   | K'olkheti-1913 Poti    | 52 | 30 | 15 | 7  | 8  | 57 | 36 | +21 |
|  | 5.   | Dinamo Batumi          | 50 | 30 | 13 | 11 | 6  | 49 | 22 | +27 |
|  | 6.   | Merani-91 Tbilisi      | 45 | 30 | 12 | 9  | 9  | 37 | 29 | +8  |
|  | 7.   | WIT Georgia (-3)       | 44 | 30 | 14 | 5  | 11 | 42 | 29 | +13 |
|  | 8.   | Iberia Samt'redia      | 38 | 30 | 11 | 5  | 14 | 45 | 48 | -3  |
|  | 9.   | Arsenali Tbilisi       | 38 | 30 | 9  | 11 | 10 | 34 | 44 | -10 |
|  | 10.  | Dila Gori              | 35 | 30 | 10 | 5  | 15 | 37 | 54 | -17 |
|  | 11.  | Samgurali Ts'q'alt'ubo | 33 | 30 | 10 | 3  | 17 | 32 | 57 | -25 |
|  | 12.  | Gorda Rustavi          | 32 | 30 | 7  | 11 | 12 | 28 | 46 | -18 |
|  | 13.  | Sioni Bolnisi          | 28 | 30 | 7  | 7  | 16 | 27 | 52 | -25 |
|  | 14.  | STU Tbilisi            | 27 | 30 | 6  | 9  | 15 | 28 | 46 | -18 |
|  | 15.  | Odishi Zugdidi         | 20 | 30 | 6  | 2  | 22 | 21 | 70 | -49 |
|  | 16.  | Guria Lanchkhuti       | 13 | 30 | 3  | 4  | 23 | 34 | 87 | -53 |

Legenda:
      Campione di Georgia e ammessa alla UEFA Champions League 1999-2000
      Ammesse alla Coppa UEFA 1999-2000
      Ammessa alla Coppa Intertoto 1999
 Ammessa agli spareggi promozione/retrocessione
      Retrocesse in Pirveli Liga 1999-2000
Note:
Tre punti a vittoria, uno a pareggio, zero a sconfitta.
Il WIT Georgia ha scontato 3 punti di penalizzazione.

## Risultati
|                        | DiT  | Tor  | Lok  | Kol  | DiB  | Mer  | WIT  | Ibe  | Ars  | Dil  | SaT  | Gor  | Sio  | STU  | Odi  | Gur  |
| ---------------------- | ---- | ---- | ---- | ---- | ---- | ---- | ---- | ---- | ---- | ---- | ---- | ---- | ---- | ---- | ---- | ---- |
| Dinamo Tbilisi         | –––– | 1-0  | 1-0  | 6-1  | 1-1  | 5-1  | 3-2  | 7-2  | 5-1  | 4-0  | 6-0  | 2-0  | 8-1  | 0-0  | 5-0  | 7-1  |
| Torpedo Kutaisi        | 3-1  | –––– | 3-1  | 5-1  | 3-3  | 2-0  | 0-1  | 4-0  | 1-1  | 3-0  | 3-1  | 4-0  | 4-0  | 1-0  | 2-0  | 3-0  |
| Lokomotivi Tbilisi     | 0-0  | 1-1  | –––– | 1-1  | 1-0  | 1-0  | 1-0  | 2-0  | 2-1  | 0-0  | 2-0  | 0-0  | 3-0  | 3-1  | 3-0  | 1-0  |
| Kolkheti-1913 Poti     | 0-1  | 1-2  | 0-0  | –––– | 1-0  | 3-0  | 2-1  | 3-1  | 3-2  | 2-3  | 4-2  | 5-0  | 4-0  | 2-0  | 5-1  | 3-0  |
| Dinamo Batumi          | 0-0  | 2-1  | 1-1  | 2-1  | –––– | 0-0  | 0-1  | 1-0  | 1-1  | 6-0  | 6-1  | 1-1  | 1-0  | 4-2  | 9-0  | 4-0  |
| Merani-91 Tbilisi      | 0-2  | 2-1  | 0-0  | 1-0  | 1-0  | –––– | 0-0  | 0-2  | 0-0  | 4-0  | 0-0  | 1-1  | 2-0  | 1-0  | 0-1  | 3-0  |
| WIT Georgia            | 0-2  | 1-2  | 1-2  | 0-0  | 0-0  | 1-0  | –––– | 4-1  | 0-0  | 1-2  | 3-0  | 2-1  | 2-0  | 0-1  | 1-0  | 3-0  |
| Iberia Samt'redia      | 0-1  | 0-0  | 2-3  | 2-2  | 3-1  | 0-0  | 0-1  | –––– | 3-1  | 2-0  | 3-1  | 1-2  | 1-2  | 4-2  | 0-0  | 4-1  |
| Arsenali Tbilisi       | 1-7  | 0-2  | 0-0  | 0-0  | 0-1  | 1-1  | 0-0  | 2-5  | –––– | 2-2  | 1-1  | 1-0  | 2-1  | 0-0  | 3-0  | 5-1  |
| Dila Gori              | 1-2  | 3-0  | 0-2  | 2-1  | 0-1  | 3-3  | 1-3  | 2-1  | 1-2  | –––– | 0-1  | 3-0  | 2-0  | 0-0  | 1-0  | 5-3  |
| Samgurali Ts'q'alt'ubo | 0-3  | 2-3  | 1-2  | 0-1  | 0-0  | 1-2  | 1-3  | 2-3  | 2-0  | 3-1  | –––– | 1-0  | 1-0  | 0-1  | 1-0  | 2-1  |
| Gorda Rustavi          | 0-0  | 1-7  | 0-2  | 0-0  | 0-0  | 0-3  | 3-2  | 1-0  | 0-1  | 1-1  | 2-0  | –––– | 3-1  | 0-0  | 6-2  | 2-2  |
| Sioni Bolnisi          | 1-3  | 1-2  | 0-0  | 1-1  | 1-1  | 1-4  | 2-1  | 1-0  | 0-1  | 1-0  | 4-0  | 0-0  | –––– | 1-1  | 1-0  | 2-2  |
| STU Tbilisi            | 1-3  | 1-3  | 1-4  | 2-4  | 0-1  | 1-0  | 2-5  | 1-1  | 4-1  | 0-1  | 1-3  | 0-0  | 1-0  | –––– | 4-1  | 0-0  |
| Odishi Zugdidi         | 0-4  | 1-3  | 0-1  | 0-2  | 2-1  | 0-1  | 1-3  | 0-1  | 1-2  | 2-1  | 0-2  | 1-0  | 1-4  | 1-1  | –––– | 4-2  |
| Guria Lanchkhuti       | 0-1  | 1-5  | 0-4  | 1-4  | 0-1  | 3-7  | 2-0  | 1-3  | 0-2  | 4-2  | 2-3  | 3-4  | 1-1  | 2-0  | 1-2  | –––– |

## Spareggi promozione/retrocessione
Agli spareggi vennero ammesse le squadre classificatesi al tredicesimo e quattordicesimo posto in Umaglesi Liga (Sioni Bolnisi e STU Tbilisi) e le squadre classificatesi al primo posto nei quattro gironi di Pirveli Liga (Dinamo-2 Tbilisi, K'olkheti Khobi, Sulori Vani e Gortskhali Dzveli Anaga).

### Primo turno
Le vincenti del primo turno vennero ammesse alla Umaglesi Liga 1999-2000.
|                  | Risultati               |                         | Luogo e data |
| ---------------- | ----------------------- | ----------------------- | ------------ |
| Sioni Bolnisi    | 2 - 0                   | STU Tbilisi             | ?            |
| Dinamo-2 Tbilisi | 1 - 1 (dts), (rig: 4-2) | Gortskhali Dzveli Anaga | ?            |
| K'olkheti Khobi  | 1 - 0                   | Sulori Vani             | ?            |
|                  |                         |                         |              |

### Secondo turno
Al secondo turno vennero ammesse le due squadre di Pirveli Liga che avevano perso il primo turno. La vincente avanzava al terzo turno.
|                         | Risultati |             | Luogo e data |
| ----------------------- | --------- | ----------- | ------------ |
| Gortskhali Dzveli Anaga | 2 - 0     | Sulori Vani | ?            |
|                         |           |             |              |

### Terzo turno
Al terzo turno vennero ammesse la vincente del secondo turno e la squadra di Umaglesi Liga che aveva perso il primo turno. La vincente venne ammessa alla Umaglesi Liga 1999-2000.
|             | Risultati |                         | Luogo e data |
| ----------- | --------- | ----------------------- | ------------ |
| STU Tbilisi | 3 - 0     | Gortskhali Dzveli Anaga | ?            |
|             |           |                         |              |